# Amulet (jízdní kolo)
Amulet je moravská značka jízdních kol založená roku 1992 (dle samotné značky od roku 1996, což je ale v rozporu se skutečností, že již roku 1994 firma Ideasport inzerovala kola Amulet v cyklistickém periodiku Cykloservis) firmou Ideasport v Brně, mezi jejíž spoluvlastníky patřil Rudolf Žák. Amulet se specializoval na výrobu jízdních kola v kategoriích MTB závodní (superlite) (od roku 2006), MTB sportovní (xc core), MTB dámská (cats), Dirt, Cross, Road (V max 128), dětská horská kola a dětská kola, a v neposlední řadě také horská elektrokola. Výroba modelů značky probíhala v konstrukční dílně v Brně, později také na Slovensku a podíleli se na ní profesionální závodníci. Značka měla velmi silnou pozici na Jižní Moravě. První krizí prošla značka roku 2000, kdy se dostala do vážných problémů a převzala ji firma Techsport. V obou firmách byl společníkem Rudolf Žák. Roku 2021 značku koupila firma SNOW-HOW, jejímž majitelem je Tomáš Sgalitzer, a plánuje ze stávajícího českého a slovenského trhu expandovat do zahraničí.
Amulet si získal dobrou pověst jak mezi rekreačními tak mezi závodními jezdci, mezi jeho přednosti patřila nízká váha a vysoká ovladatelnost (QCG – Quick Curve Geometry - rychle zatáčecí geometrie. Značka Amulet platila profesionální MTB tým a roku 1999 získal na Amuletu titul mistra české republiky v XCM Pavel Elsnic, dřívější medailista ve světovém poháru. Amulet Racing Team byl založen roku 1999, roku 2017 se statutárně stal spolkem a v jeho představenstvu figuruje také Rudolf Žák, dřívější spolumajitel značky a závodní jezdec. Do roku 2022 Amulet také sponzoroval amatérský ale úspěšný tým Rohozec Amulet Team, v následujícím roce se již tým prezentoval jako Rohozec Amix Team. Amulet si také vydobyl pověst kvalitního výrobce dětských horských kol, kterou podporoval sponzorováním seriálu závodů Amulet Cyclology Dětského MTB Cupu Libereckého kraje. Jako sponzor se Amulet objevil také u dalších MTB závodů. 